# Anaerocolumna chitinilytica
Anaerocolumna chitinilytica es una especie de  bacteria grampositiva del género Anaerocolumna. Fue descrita en el año 2021. Su etimología hace referencia a descomposición de quitina. Es anaerobia estricta, móvil por flagelación perítrica. Raramente produce esporas. Tiene un tamaño de 0,6-0,8 μm de ancho por 2,5-5 μm de largo. Forma colonias lisas y translúcidas en agar PY4S. Catalasa y oxidasa negativas. Temperatura de crecimiento entre 15-40 °C, óptima de 37-40 °C. Se ha aislado de una muestra de suelo en Japón. 